# Liste der Stolpersteine in Walzbachtal
In der Liste der Stolpersteine in Walzbachtal werden die vorhandenen Gedenksteine aufgeführt, die im Rahmen des Projektes Stolpersteine des Künstlers Gunter Demnig im Ortsteil Jöhlingen der Gemeinde Walzbachtal bisher verlegt worden sind.

## Verlegte Stolpersteine
In Walzbachtal wurden sechs Stolpersteine an vier Adressen verlegt.
| Stolperstein | Übersetzung                                                                         | Verlegeort                   | Name, Leben |
| ------------ | ----------------------------------------------------------------------------------- | ---------------------------- | --- |
|              | HIER WOHNTE JOHANNA FRIED JG. 1874 DEPORTIERT 1940 TOT 1942 IN THERESIENSTADT       | Jöhlinger Straße 83 Standort | Johanna Fried wurde am 24. September 1874 in Jöhlingen geboren. Sie kam 1942 im KZ Theresienstadt ums Leben. |
|              | HIER WOHNTE BERTOLD FRIEDRICH HERBST JG. 1888 DEPORTIERT 1940 TOT 1942 IN GURS      | Bahnhofstraße 2 Standort     | Bertold Friedrich Herbst wurde am 29. September 1888 in Jöhlingen geboren. Er wurde in das Camp de Gurs deportiert und kam dort 1942 ums Leben.                                                                                             |
|              | HIER WOHNTE GERTRUD HERBST JG. 1902 DEPORTIERT 1940 GURS ERMORDET 1942 IN AUSCHWITZ | Jöhlinger Straße 90 Standort | Gertrud Herbst wurde am 1. September 1902 in Jöhlingen geboren. Sie wurde 1940 in das Camp de Gurs am Fuße der Pyrenäen verschleppt und von dort in das Vernichtungslager Auschwitz deportiert. Dort wurde sie 1942 vom NS-Regime ermordet. |
|              | HIER WOHNTE MAX KLEIN JG. 1899 DEPORTIERT 1942 ERMORDET IN AUSCHWITZ                | Jöhlinger Straße 65 Standort | Max Klein wurde am 10. Mai 1899 in Jöhlingen geboren. Er wurde 1942 in Auschwitz ermordet. |
|              | HIER WOHNTE JOHANETTE METZGER GEB. SELIG JG. 1856 DEPORTIERT 1940 TOT IN GURS       | Bahnhofstraße 2 Standort     | Johanette Metzger geb. Selig kam am 22. August 1856 in Hochheim zur Welt. Sie wurde 1940 mit 84 Jahren in das Camp de Gurs deportiert und kam vermutlich dort ums Leben.                                                                    |
|              | HIER WOHNTE LAZARUS LUDWIG METZGER JG. 1855 DEPORTIERT 1940 TOT IN GURS             | Bahnhofstraße 2 Standort     | Lazarus Ludwig Metzger wurde am 24. Dezember 1855 in Jöhlingen geboren. Er wurde 1940 mit 85 Jahren in das Camp de Gurs deportiert und kam vermutlich dort ums Leben.                                                                       |

## Verlegedatum
- 6. November 2008